# Lijst van nummer 1-hits in de Nederlandse Single Top 100 in 2019
Deze hits stonden in 2019 op nummer 1 in de Nederlandse Single Top 100.
| Nummer | Datum        | Artiest                                                              | Titel                           |
| ------ | ------------ | -------------------------------------------------------------------- | ------------------------------- |
| 799    | 5 januari    | The Blockparty, Esko feat. Mouad Locos, JoeyAK, Young Ellens & Chivv | Huts                            |
| 800    | 12 januari   | Kris Kross Amsterdam, Maan, Tabitha en Bizzey                        | Hij is van mij                  |
|        | 19 januari   | Kris Kross Amsterdam, Maan, Tabitha en Bizzey                        | Hij is van mij                  |
|        | 26 januari   | Kris Kross Amsterdam, Maan, Tabitha en Bizzey                        | Hij is van mij                  |
|        | 2 februari   | Kris Kross Amsterdam, Maan, Tabitha en Bizzey                        | Hij is van mij                  |
|        | 9 februari   | Kris Kross Amsterdam, Maan, Tabitha en Bizzey                        | Hij is van mij                  |
| 801    | 16 februari  | Chivv & Diquenza                                                     | Ewa ewa                         |
| 800    | 23 februari  | Kris Kross Amsterdam, Maan, Tabitha en Bizzey                        | Hij is van mij                  |
|        | 2 maart      | Kris Kross Amsterdam, Maan, Tabitha en Bizzey                        | Hij is van mij                  |
| 802    | 9 maart      | Priceless, Frenna & Murda                                            | Rompe                           |
|        | 16 maart     | Priceless, Frenna & Murda                                            | Rompe                           |
|        | 23 maart     | Priceless, Frenna & Murda                                            | Rompe                           |
|        | 30 maart     | Priceless, Frenna & Murda                                            | Rompe                           |
| 803    | 6 april      | Josylvio                                                             | Gimma                           |
| 804    | 13 april     | Boef                                                                 | Allang al niet meer             |
| 805    | 20 april     | Lil Nas X                                                            | Old Town Road                   |
|        | 27 april     | Lil Nas X                                                            | Old Town Road                   |
|        | 4 mei        | Lil Nas X                                                            | Old Town Road                   |
| 806    | 11 mei       | Lil' Kleine                                                          | Dichterbij je                   |
| 807    | 18 mei       | Ed Sheeran & Justin Bieber                                           | I don't care                    |
| 808    | 25 mei       | Duncan Laurence                                                      | Arcade                          |
|        | 1 juni       | Duncan Laurence                                                      | Arcade                          |
| 805    | 8 juni       | Lil Nas X                                                            | Old Town Road                   |
|        | 15 juni      | Lil Nas X                                                            | Old Town Road                   |
| 809    | 22 juni      | Boef feat. Dopebwoy                                                  | Guap                            |
| 810    | 29 juni      | Shawn Mendes & Camila Cabello                                        | Señorita                        |
|        | 6 juli       | Shawn Mendes & Camila Cabello                                        | Señorita                        |
|        | 13 juli      | Shawn Mendes & Camila Cabello                                        | Señorita                        |
|        | 20 juli      | Shawn Mendes & Camila Cabello                                        | Señorita                        |
|        | 27 juli      | Shawn Mendes & Camila Cabello                                        | Señorita                        |
|        | 3 augustus   | Shawn Mendes & Camila Cabello                                        | Señorita                        |
|        | 10 augustus  | Shawn Mendes & Camila Cabello                                        | Señorita                        |
|        | 17 augustus  | Shawn Mendes & Camila Cabello                                        | Señorita                        |
|        | 24 augustus  | Shawn Mendes & Camila Cabello                                        | Señorita                        |
| 811    | 31 augustus  | Snelle                                                               | Reünie                          |
|        | 7 september  | Snelle                                                               | Reünie                          |
|        | 14 september | Snelle                                                               | Reünie                          |
|        | 21 september | Snelle                                                               | Reünie                          |
| 812    | 28 september | Tones and I                                                          | Dance Monkey                    |
|        | 5 oktober    | Tones and I                                                          | Dance Monkey                    |
|        | 12 oktober   | Tones and I                                                          | Dance Monkey                    |
|        | 19 oktober   | Tones and I                                                          | Dance Monkey                    |
|        | 26 oktober   | Tones and I                                                          | Dance Monkey                    |
|        | 2 november   | Tones and I                                                          | Dance Monkey                    |
|        | 9 november   | Tones and I                                                          | Dance Monkey                    |
|        | 16 november  | Tones and I                                                          | Dance Monkey                    |
|        | 23 november  | Tones and I                                                          | Dance Monkey                    |
|        | 30 november  | Tones and I                                                          | Dance Monkey                    |
|        | 7 december   | Tones and I                                                          | Dance Monkey                    |
|        | 14 december  | Tones and I                                                          | Dance Monkey                    |
|        | 21 december  | Tones and I                                                          | Dance Monkey                    |
| 767    | 28 december  | Mariah Carey                                                         | All I Want for Christmas Is You |